# Bulbul olivâtre
Phyllastrephus poensis
Espèce
Statut de conservation UICN

 LC  : Préoccupation mineure
Le Bulbul olivâtre (Phyllastrephus poensis) est une espèce de passereau de la famille des Pycnonotidae.

## Répartition
Son aire s'étend à travers la ligne du Cameroun (y compris à Bioko).

## Habitat
Son habitat naturel est les forêts de montagnes humides subtropicales ou tropicales.